# Tour de Suisse 2025
La 88e édition du Tour de Suisse a lieu du 15 au 22 juin 2025. La course cycliste se déroule en Suisse et en Italie entre Küssnacht et Emmetten-Stockhütte sur un format de huit étapes. L'épreuve fait partie du calendrier UCI World Tour 2025 en catégorie 1.UWT.

## Présentation

### Mesures de sécurité
Lors du Tour de Suisse 2023, le coureur suisse Gino Mäder a été victime d'un chute qui lui a coûté la vie lors de la cinquième étape. Lors des championnats du monde junior 2025, organisés en Suisse, c'est la coureuse Muriel Furrer, elle aussi suisse, qui a perdu la vie à la suite d'un chute. Le directeur de course, Oliver Senn s'exprime quelques semaines plus tard, pour présenter son souhait de mettre en place un système de traçage innovant lors d'un prochain tour de Suisse.
Ces mesures sont mises en place dès cette édition 2025. Chaque coureur est équipé d'un boitier GPS. Ces boitiers sont reliés à une centrale de sécurité, chargée de surveiller les éventuels accidents.

### Parcours
Les coureurs parcourent 1 282,7 kilomètres et plus de 20 000 mètres de dénivelé positif.

### Équipes
Le Tour de Suisse figurant au calendrier de l'UCI World Tour, les dix-huit WorldTeams y participent. Quatre ProTeams sont invitées. Vingt-deux équipes de sept coureurs participent ainsi à ce Tour de Suisse :
| WorldTeams (18)- EF Education-EasyPost - Alpecin-Deceuninck - Arkéa-B&B Hotels - XDS Astana Team - Bahrain-Victorious - Cofidis - Decathlon AG2R La Mondiale Team - Groupama-FDJ - Ineos Grenadiers - Intermarché-Wanty - Lidl-Trek - Movistar Team - Red Bull-BORA-hansgrohe - Soudal Quick-Step - Team Picnic-PostNL - Team Jayco AlUla - Team Visma \| Lease a Bike - UAE Team Emirates XRG ProTeams (4)- Lotto - Israel-Premier Tech - Tudor Pro Cycling Team - Q36.5 Pro Cycling Team |
| |

### Favoris
En l'absence du trio Pogačar-Vingegaard-Evenepoel présent sur le Critérium du Dauphiné, les principaux favoris pour la victoire finale sont João Almeida et Jan Christen (UAE Team Emirates XRG), Felix Gall (Decathlon AG2R La Mondial), Ben O’Connor (Jayco AlUla) et Aleksandr Vlasov (Red Bull–Bora-hansgrohe).

## Étapes
| Étape     | Date    | Villes étapes                               | type                     | Distance (km) | Dénivelé (m) | Vainqueur d'étape | Leader du classement général |
| --------- | ------- | ------------------------------------------- | ------------------------ | ------------- | ------------ | ----------------- | ---------------------------- |
| 1re étape | 15 juin | Küssnacht – Küssnacht                       | étape de plaine          | 127,2         | 1 959 m      | Romain Grégoire   | Romain Grégoire              |
| 2e étape  | 16 juin | Aarau – lac Noir                            | étape vallonnée          | 177,1         | 2 488 m      | Vincenzo Albanese | Romain Grégoire              |
| 3e étape  | 17 juin | Aarau – Heiden                              | étape vallonnée          | 191           | 3 012 m      | Quinn Simmons     | Romain Grégoire              |
| 4e étape  | 18 juin | Heiden – Piuro                              | étape de montagne        | 193,1         | 2 798 m      | João Almeida      | Romain Grégoire              |
| 5e étape  | 19 juin | La Punt Chamues-ch – Santa Maria in Calanca | étape de montagne        | 183,7         | 3 828 m      | Oscar Onley       | Kévin Vauquelin              |
| 6e étape  | 20 juin | Coire – Neuhausen am Rheinfall              | étape vallonnée          | 188,7         | 2 234 m      | Jordi Meeus       | Kévin Vauquelin              |
| 7e étape  | 21 juin | Neuhausen am Rheinfall – Emmetten           | étape vallonnée          | 211,8         | 3 179 m      | João Almeida      | Kévin Vauquelin              |
| 8e étape  | 22 juin | Beckenried – Emmetten-Stockhütte            | contre-la-montre en côte | 10,1          | 836 m        | João Almeida      | João Almeida                 |

## Déroulement de la course

### 1reétape
À 70 kilomètres de l'arrivée, sous une pluie battante, un groupe d'une vingtaine de coureurs s'extirpe du peloton et parvient à acquérir une avance confortable. Dans ce groupe, on retrouve les Français Julian Alaphilippe, Warren Barguil, Romain Grégoire et Kévin Vauquelin mais également l'un des favoris au général, Ben O'Connor. Dans la montée, un groupe de quatre coureurs composé de Vauquelin, Grégoire, Alaphilippe et Lemmen se détache et passe le sommet en tête. Grégoire place une attaque dans la descente et remporte l'étape en solitaire. Le peloton passe la ligne avec près de 3 minutes de retard sur le vainqueur. 
| \| Classement de l'étape \| Classement de l'étape \| Classement de l'étape \| Classement de l'étape \| Classement de l'étape \| \| Coureur \| Coureur \| Pays \| Équipe \| Temps \| \| --------------------- \| --------------------- \| --------------------- \| -------------------------- \| --------------------- \| \| 1er \| Romain Grégoire \| France \| Groupama-FDJ \| 2 h 50 min 15 s \| \| 2e \| Kévin Vauquelin \| France \| Arkéa-B&B Hotels \| + 20 s \| \| 3e \| Bart Lemmen \| Pays-Bas \| Team Visma \\| Lease a Bike \| + 20 s \| \| 4e \| Julian Alaphilippe \| France \| Tudor Pro Cycling Team \| + 20 s \| \| 5e \| Ben O'Connor \| Australie \| Team Jayco AlUla \| + 1 min 07 s \| \| 6e \| Felix Großschartner \| Autriche \| UAE Team Emirates XRG \| + 1 min 07 s \| \| 7e \| Pablo Castrillo \| Espagne \| Movistar Team \| + 1 min 07 s \| \| 8e \| Lennard Kämna \| Allemagne \| Lidl-Trek \| + 1 min 07 s \| \| 9e \| Rainer Kepplinger \| Autriche \| Bahrain Victorious \| + 1 min 07 s \| \| 10e \| Nicola Conci \| Italie \| XDS Astana Team \| + 1 min 26 s \| |                     |           |                            |                 |
| |                     |           |                            |                 |
| Sources : ProCyclingStats Cycling Quotient |                     |           |                            |                 |
| Classement de l'étape |                     |           |                            |                 |
| Coureur | Coureur             | Pays      | Équipe                     | Temps           |
| 1er | Romain Grégoire     | France    | Groupama-FDJ               | 2 h 50 min 15 s |
| 2e | Kévin Vauquelin     | France    | Arkéa-B&B Hotels           | + 20 s          |
| 3e | Bart Lemmen         | Pays-Bas  | Team Visma \| Lease a Bike | + 20 s          |
| 4e | Julian Alaphilippe  | France    | Tudor Pro Cycling Team     | + 20 s          |
| 5e | Ben O'Connor        | Australie | Team Jayco AlUla           | + 1 min 07 s    |
| 6e | Felix Großschartner | Autriche  | UAE Team Emirates XRG      | + 1 min 07 s    |
| 7e | Pablo Castrillo     | Espagne   | Movistar Team              | + 1 min 07 s    |
| 8e | Lennard Kämna       | Allemagne | Lidl-Trek                  | + 1 min 07 s    |
| 9e | Rainer Kepplinger   | Autriche  | Bahrain Victorious         | + 1 min 07 s    |
| 10e | Nicola Conci        | Italie    | XDS Astana Team            | + 1 min 26 s    |

| \| Classement général \| Classement général \| Classement général \| Classement général \| Classement général \| \| Coureur \| Coureur \| Pays \| Équipe \| Temps \| \| ------------------ \| ------------------- \| ------------------ \| -------------------------- \| ------------------ \| \| 1er \| Romain Grégoire \| France \| Groupama-FDJ \| 2 h 50 min 05 s \| \| 2e \| Kévin Vauquelin \| France \| Arkéa-B&B Hotels \| + 24 s \| \| 3e \| Bart Lemmen \| Pays-Bas \| Team Visma \\| Lease a Bike \| + 26 s \| \| 4e \| Julian Alaphilippe \| France \| Tudor Pro Cycling Team \| + 26 s \| \| 5e \| Ben O'Connor \| Australie \| Team Jayco AlUla \| + 1 min 07 s \| \| 6e \| Felix Großschartner \| Autriche \| UAE Team Emirates XRG \| + 1 min 07 s \| \| 7e \| Pablo Castrillo \| Espagne \| Movistar Team \| + 1 min 07 s \| \| 8e \| Lennard Kämna \| Allemagne \| Lidl-Trek \| + 1 min 07 s \| \| 9e \| Rainer Kepplinger \| Autriche \| Bahrain Victorious \| + 1 min 07 s \| \| 10e \| Ben Swift \| Royaume-Uni \| Ineos Grenadiers \| + 1 min 32 s \| |                     |             |                            |                 |
| |                     |             |                            |                 |
| Sources : ProCyclingStats Cycling Quotient |                     |             |                            |                 |
| Classement général |                     |             |                            |                 |
| Coureur | Coureur             | Pays        | Équipe                     | Temps           |
| 1er | Romain Grégoire     | France      | Groupama-FDJ               | 2 h 50 min 05 s |
| 2e | Kévin Vauquelin     | France      | Arkéa-B&B Hotels           | + 24 s          |
| 3e | Bart Lemmen         | Pays-Bas    | Team Visma \| Lease a Bike | + 26 s          |
| 4e | Julian Alaphilippe  | France      | Tudor Pro Cycling Team     | + 26 s          |
| 5e | Ben O'Connor        | Australie   | Team Jayco AlUla           | + 1 min 07 s    |
| 6e | Felix Großschartner | Autriche    | UAE Team Emirates XRG      | + 1 min 07 s    |
| 7e | Pablo Castrillo     | Espagne     | Movistar Team              | + 1 min 07 s    |
| 8e | Lennard Kämna       | Allemagne   | Lidl-Trek                  | + 1 min 07 s    |
| 9e | Rainer Kepplinger   | Autriche    | Bahrain Victorious         | + 1 min 07 s    |
| 10e | Ben Swift           | Royaume-Uni | Ineos Grenadiers           | + 1 min 32 s    |

### 2eétape
L’échappée du jour se forme après une quarantaine de kilomètres de course, elle est composée du champion de Suisse Mauro Schmid, de son compatriote Silvan Dillier et de l’Allemand Jonas Rutsch. Dillier est repris par le peloton à 55 km de l’arrivée puis Rutsch, plus tard. Schmid poursuit seul mais est revu après la dernière côte de Rechthalten, à 15 kilomètres du but. Jan Christen tente sa chance brièvement mais est rattrapé par le peloton à 2 600 mètres de la ligne d’arrivée. La victoire se joue au sprint et est remportée par Vincenzo Albanese.
| \| Classement de l'étape \| Classement de l'étape \| Classement de l'étape \| Classement de l'étape \| Classement de l'étape \| \| Coureur \| Coureur \| Pays \| Équipe \| Temps \| \| --------------------- \| --------------------- \| --------------------- \| -------------------------- \| --------------------- \| \| 1er \| Vincenzo Albanese \| Italie \| EF Education-EasyPost \| 3 h 55 min 57 s \| \| 2e \| Fabio Christen \| Suisse \| Q36.5 Pro Cycling Team \| + 0 s \| \| 3e \| Lewis Askey \| Royaume-Uni \| Groupama-FDJ \| + 0 s \| \| 4e \| Quinn Simmons \| États-Unis \| Lidl-Trek \| + 0 s \| \| 5e \| Danny van Poppel \| Pays-Bas \| Red Bull-Bora-Hansgrohe \| + 0 s \| \| 6e \| Paul Lapeira \| France \| Decathlon-AG2R La Mondiale \| + 0 s \| \| 7e \| Pello Bilbao \| Espagne \| Bahrain Victorious \| + 0 s \| \| 8e \| Nicolò Buratti \| Italie \| Bahrain Victorious \| + 0 s \| \| 9e \| Gal Glivar \| Slovénie \| Alpecin-Deceuninck \| + 0 s \| \| 10e \| Fabio Van den Bossche \| Belgique \| Alpecin-Deceuninck \| + 0 s \| |                       |             |                            |                 |
| |                       |             |                            |                 |
| Source : ProCyclingStats |                       |             |                            |                 |
| Classement de l'étape |                       |             |                            |                 |
| Coureur | Coureur               | Pays        | Équipe                     | Temps           |
| 1er | Vincenzo Albanese     | Italie      | EF Education-EasyPost      | 3 h 55 min 57 s |
| 2e | Fabio Christen        | Suisse      | Q36.5 Pro Cycling Team     | + 0 s           |
| 3e | Lewis Askey           | Royaume-Uni | Groupama-FDJ               | + 0 s           |
| 4e | Quinn Simmons         | États-Unis  | Lidl-Trek                  | + 0 s           |
| 5e | Danny van Poppel      | Pays-Bas    | Red Bull-Bora-Hansgrohe    | + 0 s           |
| 6e | Paul Lapeira          | France      | Decathlon-AG2R La Mondiale | + 0 s           |
| 7e | Pello Bilbao          | Espagne     | Bahrain Victorious         | + 0 s           |
| 8e | Nicolò Buratti        | Italie      | Bahrain Victorious         | + 0 s           |
| 9e | Gal Glivar            | Slovénie    | Alpecin-Deceuninck         | + 0 s           |
| 10e | Fabio Van den Bossche | Belgique    | Alpecin-Deceuninck         | + 0 s           |

| \| Classement général \| Classement général \| Classement général \| Classement général \| Classement général \| \| Coureur \| Coureur \| Pays \| Équipe \| Temps \| \| ------------------ \| ------------------- \| ------------------ \| -------------------------- \| ------------------ \| \| 1er \| Romain Grégoire \| France \| Groupama-FDJ \| 6 h 46 min 01 s \| \| 2e \| Kévin Vauquelin \| France \| Arkéa-B&B Hotels \| + 25 s \| \| 3e \| Bart Lemmen \| Pays-Bas \| Team Visma \\| Lease a Bike \| + 27 s \| \| 4e \| Julian Alaphilippe \| France \| Tudor Pro Cycling Team \| + 27 s \| \| 5e \| Ben O'Connor \| Australie \| Team Jayco AlUla \| + 1 min 18 s \| \| 6e \| Felix Großschartner \| Autriche \| UAE Team Emirates XRG \| + 1 min 18 s \| \| 7e \| Lennard Kämna \| Allemagne \| Lidl-Trek \| + 1 min 18 s \| \| 8e \| Pablo Castrillo \| Espagne \| Movistar Team \| + 1 min 18 s \| \| 9e \| Rainer Kepplinger \| Autriche \| Bahrain Victorious \| + 1 min 18 s \| \| 10e \| Ben Swift \| Royaume-Uni \| Ineos Grenadiers \| + 1 min 33 s \| |                     |             |                            |                 |
| |                     |             |                            |                 |
| Source : ProCyclingStats |                     |             |                            |                 |
| Classement général |                     |             |                            |                 |
| Coureur | Coureur             | Pays        | Équipe                     | Temps           |
| 1er | Romain Grégoire     | France      | Groupama-FDJ               | 6 h 46 min 01 s |
| 2e | Kévin Vauquelin     | France      | Arkéa-B&B Hotels           | + 25 s          |
| 3e | Bart Lemmen         | Pays-Bas    | Team Visma \| Lease a Bike | + 27 s          |
| 4e | Julian Alaphilippe  | France      | Tudor Pro Cycling Team     | + 27 s          |
| 5e | Ben O'Connor        | Australie   | Team Jayco AlUla           | + 1 min 18 s    |
| 6e | Felix Großschartner | Autriche    | UAE Team Emirates XRG      | + 1 min 18 s    |
| 7e | Lennard Kämna       | Allemagne   | Lidl-Trek                  | + 1 min 18 s    |
| 8e | Pablo Castrillo     | Espagne     | Movistar Team              | + 1 min 18 s    |
| 9e | Rainer Kepplinger   | Autriche    | Bahrain Victorious         | + 1 min 18 s    |
| 10e | Ben Swift           | Royaume-Uni | Ineos Grenadiers           | + 1 min 33 s    |

### 3eétape
Le champion des États-Unis Quinn Simmons est parti dans une échappée dès le départ avec cinq autres coureurs. À 20 kilomètres de l’arrivée, il place une attaque et lâche ses trois derniers compagnons d’échappée dans la montée de Knohlusen. Il résiste au retour du peloton et s'impose à Heiden.
| \| Classement de l'étape \| Classement de l'étape \| Classement de l'étape \| Classement de l'étape \| Classement de l'étape \| \| Coureur \| Coureur \| Pays \| Équipe \| Temps \| \| --------------------- \| --------------------- \| --------------------- \| -------------------------- \| --------------------- \| \| 1er \| Quinn Simmons \| États-Unis \| Lidl-Trek \| 4 h 39 min 42 s \| \| 2e \| João Almeida \| Portugal \| UAE Team Emirates XRG \| + 18 s \| \| 3e \| Oscar Onley \| Royaume-Uni \| Team Picnic-PostNL \| + 18 s \| \| 4e \| Romain Grégoire \| France \| Groupama-FDJ \| + 18 s \| \| 5e \| Kévin Vauquelin \| France \| Arkéa-B&B Hotels \| + 18 s \| \| 6e \| Jan Christen \| Suisse \| UAE Team Emirates XRG \| + 18 s \| \| 7e \| Fabio Christen \| Suisse \| Q36.5 Pro Cycling Team \| + 18 s \| \| 8e \| Pello Bilbao \| Espagne \| Bahrain Victorious \| + 18 s \| \| 9e \| Felix Gall \| Autriche \| Decathlon-AG2R La Mondiale \| + 18 s \| \| 10e \| Clément Champoussin \| France \| XDS Astana Team \| + 18 s \| |                     |             |                            |                 |
| |                     |             |                            |                 |
| Source : ProCyclingStats |                     |             |                            |                 |
| Classement de l'étape |                     |             |                            |                 |
| Coureur | Coureur             | Pays        | Équipe                     | Temps           |
| 1er | Quinn Simmons       | États-Unis  | Lidl-Trek                  | 4 h 39 min 42 s |
| 2e | João Almeida        | Portugal    | UAE Team Emirates XRG      | + 18 s          |
| 3e | Oscar Onley         | Royaume-Uni | Team Picnic-PostNL         | + 18 s          |
| 4e | Romain Grégoire     | France      | Groupama-FDJ               | + 18 s          |
| 5e | Kévin Vauquelin     | France      | Arkéa-B&B Hotels           | + 18 s          |
| 6e | Jan Christen        | Suisse      | UAE Team Emirates XRG      | + 18 s          |
| 7e | Fabio Christen      | Suisse      | Q36.5 Pro Cycling Team     | + 18 s          |
| 8e | Pello Bilbao        | Espagne     | Bahrain Victorious         | + 18 s          |
| 9e | Felix Gall          | Autriche    | Decathlon-AG2R La Mondiale | + 18 s          |
| 10e | Clément Champoussin | France      | XDS Astana Team            | + 18 s          |

| \| Classement général \| Classement général \| Classement général \| Classement général \| Classement général \| \| Coureur \| Coureur \| Pays \| Équipe \| Temps \| \| ------------------ \| ------------------- \| ------------------ \| -------------------------- \| ------------------ \| \| 1er \| Romain Grégoire \| France \| Groupama-FDJ \| 11 h 26 min 01 s \| \| 2e \| Kévin Vauquelin \| France \| Arkéa-B&B Hotels \| + 25 s \| \| 3e \| Bart Lemmen \| Pays-Bas \| Team Visma \\| Lease a Bike \| + 27 s \| \| 4e \| Julian Alaphilippe \| France \| Tudor Pro Cycling Team \| + 27 s \| \| 5e \| Ben O'Connor \| Australie \| Team Jayco AlUla \| + 1 min 18 s \| \| 6e \| Felix Großschartner \| Autriche \| UAE Team Emirates XRG \| + 1 min 18 s \| \| 7e \| Lennard Kämna \| Allemagne \| Lidl-Trek \| + 1 min 18 s \| \| 8e \| Pablo Castrillo \| Espagne \| Movistar Team \| + 1 min 18 s \| \| 9e \| William Barta \| États-Unis \| Movistar Team \| + 1 min 37 s \| \| 10e \| Lorenzo Fortunato \| Italie \| XDS Astana Team \| + 1 min 37 s \| |                     |            |                            |                  |
| |                     |            |                            |                  |
| Source : ProCyclingStats |                     |            |                            |                  |
| Classement général |                     |            |                            |                  |
| Coureur | Coureur             | Pays       | Équipe                     | Temps            |
| 1er | Romain Grégoire     | France     | Groupama-FDJ               | 11 h 26 min 01 s |
| 2e | Kévin Vauquelin     | France     | Arkéa-B&B Hotels           | + 25 s           |
| 3e | Bart Lemmen         | Pays-Bas   | Team Visma \| Lease a Bike | + 27 s           |
| 4e | Julian Alaphilippe  | France     | Tudor Pro Cycling Team     | + 27 s           |
| 5e | Ben O'Connor        | Australie  | Team Jayco AlUla           | + 1 min 18 s     |
| 6e | Felix Großschartner | Autriche   | UAE Team Emirates XRG      | + 1 min 18 s     |
| 7e | Lennard Kämna       | Allemagne  | Lidl-Trek                  | + 1 min 18 s     |
| 8e | Pablo Castrillo     | Espagne    | Movistar Team              | + 1 min 18 s     |
| 9e | William Barta       | États-Unis | Movistar Team              | + 1 min 37 s     |
| 10e | Lorenzo Fortunato   | Italie     | XDS Astana Team            | + 1 min 37 s     |

### 4eétape
Le Portugais João Almeida attaque à 49 kilomètres de l'arrivée, dans le col du Splügen culminant à 2.113 m d'altitude. Dans la longue descente de ce col, il maintient un avantage constant pour s'imposer avec 40 secondes d'avance sur le Britannique Oscar Onley, 42 secondes sur l'Australien Ben O'Connor et une minute sur le groupe maillot jaune ne comprenant que neuf coureurs.
| \| Classement de l'étape \| Classement de l'étape \| Classement de l'étape \| Classement de l'étape \| Classement de l'étape \| \| Coureur \| Coureur \| Pays \| Équipe \| Temps \| \| --------------------- \| --------------------- \| --------------------- \| -------------------------- \| --------------------- \| \| 1er \| João Almeida \| Portugal \| UAE Team Emirates XRG \| 4 h 10 min 19 s \| \| 2e \| Oscar Onley \| Royaume-Uni \| Team Picnic-PostNL \| + 40 s \| \| 3e \| Ben O'Connor \| Australie \| Team Jayco AlUla \| + 42 s \| \| 4e \| Kévin Vauquelin \| France \| Arkéa-B&B Hotels \| + 1 min 00 s \| \| 5e \| Romain Grégoire \| France \| Groupama-FDJ \| + 1 min 00 s \| \| 6e \| Felix Gall \| Autriche \| Decathlon-AG2R La Mondiale \| + 1 min 00 s \| \| 7e \| Ilan Van Wilder \| Belgique \| Soudal Quick-Step \| + 1 min 02 s \| \| 8e \| Clément Champoussin \| France \| XDS Astana Team \| + 1 min 02 s \| \| 9e \| Julian Alaphilippe \| France \| Tudor Pro Cycling Team \| + 1 min 02 s \| \| 10e \| Lennard Kämna \| Allemagne \| Lidl-Trek \| + 1 min 02 s \| |                     |             |                            |                 |
| |                     |             |                            |                 |
| Source : ProCyclingStats |                     |             |                            |                 |
| Classement de l'étape |                     |             |                            |                 |
| Coureur | Coureur             | Pays        | Équipe                     | Temps           |
| 1er | João Almeida        | Portugal    | UAE Team Emirates XRG      | 4 h 10 min 19 s |
| 2e | Oscar Onley         | Royaume-Uni | Team Picnic-PostNL         | + 40 s          |
| 3e | Ben O'Connor        | Australie   | Team Jayco AlUla           | + 42 s          |
| 4e | Kévin Vauquelin     | France      | Arkéa-B&B Hotels           | + 1 min 00 s    |
| 5e | Romain Grégoire     | France      | Groupama-FDJ               | + 1 min 00 s    |
| 6e | Felix Gall          | Autriche    | Decathlon-AG2R La Mondiale | + 1 min 00 s    |
| 7e | Ilan Van Wilder     | Belgique    | Soudal Quick-Step          | + 1 min 02 s    |
| 8e | Clément Champoussin | France      | XDS Astana Team            | + 1 min 02 s    |
| 9e | Julian Alaphilippe  | France      | Tudor Pro Cycling Team     | + 1 min 02 s    |
| 10e | Lennard Kämna       | Allemagne   | Lidl-Trek                  | + 1 min 02 s    |

| \| Classement général \| Classement général \| Classement général \| Classement général \| Classement général \| \| Coureur \| Coureur \| Pays \| Équipe \| Temps \| \| ------------------ \| ------------------- \| ------------------ \| -------------------------- \| ------------------ \| \| 1er \| Romain Grégoire \| France \| Groupama-FDJ \| 15 h 37 min 20 s \| \| 2e \| Kévin Vauquelin \| France \| Arkéa-B&B Hotels \| + 25 s \| \| 3e \| Julian Alaphilippe \| France \| Tudor Pro Cycling Team \| + 29 s \| \| 4e \| Ben O'Connor \| Australie \| Team Jayco AlUla \| + 56 s \| \| 5e \| Lennard Kämna \| Allemagne \| Lidl-Trek \| + 1 min 20 s \| \| 6e \| Pablo Castrillo \| Espagne \| Movistar Team \| + 1 min 20 s \| \| 7e \| João Almeida \| Portugal \| UAE Team Emirates XRG \| + 2 min 07 s \| \| 8e \| Oscar Onley \| Royaume-Uni \| Team Picnic-PostNL \| + 2 min 53 s \| \| 9e \| Felix Gall \| Autriche \| Decathlon-AG2R La Mondiale \| + 3 min 23 s \| \| 10e \| Clément Champoussin \| France \| XDS Astana Team \| + 3 min 25 s \| |                     |             |                            |                  |
| |                     |             |                            |                  |
| Source : ProCyclingStats |                     |             |                            |                  |
| Classement général |                     |             |                            |                  |
| Coureur | Coureur             | Pays        | Équipe                     | Temps            |
| 1er | Romain Grégoire     | France      | Groupama-FDJ               | 15 h 37 min 20 s |
| 2e | Kévin Vauquelin     | France      | Arkéa-B&B Hotels           | + 25 s           |
| 3e | Julian Alaphilippe  | France      | Tudor Pro Cycling Team     | + 29 s           |
| 4e | Ben O'Connor        | Australie   | Team Jayco AlUla           | + 56 s           |
| 5e | Lennard Kämna       | Allemagne   | Lidl-Trek                  | + 1 min 20 s     |
| 6e | Pablo Castrillo     | Espagne     | Movistar Team              | + 1 min 20 s     |
| 7e | João Almeida        | Portugal    | UAE Team Emirates XRG      | + 2 min 07 s     |
| 8e | Oscar Onley         | Royaume-Uni | Team Picnic-PostNL         | + 2 min 53 s     |
| 9e | Felix Gall          | Autriche    | Decathlon-AG2R La Mondiale | + 3 min 23 s     |
| 10e | Clément Champoussin | France      | XDS Astana Team            | + 3 min 25 s     |

### 5eétape
Dans l’avant-dernière difficulté de l'étape reine du Tour de Suisse 2025, l’ascension de Castaneda, le maillot jaune Romain Grégoire est lâché et ne peut revenir sur la tête de course pendant la descente suivante. Un groupe d’une quinzaine de coureurs se retrouve à l’avant au moment d'aborder la montée finale vers Santa Maria in Calanca. Julian Alaphilippe place une première attaque mais il est rejoint puis contré par Oscar Onley. Onley est ensuite rattrapé par João Almeida. Les deux hommes se disputent la victoire remportée de justesse par Onley. Quatrième de l’étape à 57 secondes du vainqueur, Kévin Vauquelin s'empare du maillot jaune.
| \| Classement de l'étape \| Classement de l'étape \| Classement de l'étape \| Classement de l'étape \| Classement de l'étape \| \| Coureur \| Coureur \| Pays \| Équipe \| Temps \| \| --------------------- \| --------------------- \| --------------------- \| -------------------------- \| --------------------- \| \| 1er \| Oscar Onley \| Royaume-Uni \| Team Picnic-PostNL \| 4 h 33 min 28 s \| \| 2e \| João Almeida \| Portugal \| UAE Team Emirates XRG \| + 0 s \| \| 3e \| Felix Gall \| Autriche \| Decathlon-AG2R La Mondiale \| + 23 s \| \| 4e \| Kévin Vauquelin \| France \| Arkéa-B&B Hotels \| + 57 s \| \| 5e \| Matthew Riccitello \| États-Unis \| Israel-Premier Tech \| + 1 min 05 s \| \| 6e \| Ilan Van Wilder \| Belgique \| Soudal Quick-Step \| + 1 min 14 s \| \| 7e \| Julian Alaphilippe \| France \| Tudor Pro Cycling Team \| + 1 min 22 s \| \| 8e \| Lennard Kämna \| Allemagne \| Lidl-Trek \| + 1 min 46 s \| \| 9e \| Felix Großschartner \| Autriche \| UAE Team Emirates XRG \| + 2 min 25 s \| \| 10e \| George Bennett \| Nouvelle-Zélande \| Israel-Premier Tech \| + 2 min 38 s \| |                     |                  |                            |                 |
| |                     |                  |                            |                 |
| |                     |                  |                            |                 |
| Classement de l'étape |                     |                  |                            |                 |
| Coureur | Coureur             | Pays             | Équipe                     | Temps           |
| 1er | Oscar Onley         | Royaume-Uni      | Team Picnic-PostNL         | 4 h 33 min 28 s |
| 2e | João Almeida        | Portugal         | UAE Team Emirates XRG      | + 0 s           |
| 3e | Felix Gall          | Autriche         | Decathlon-AG2R La Mondiale | + 23 s          |
| 4e | Kévin Vauquelin     | France           | Arkéa-B&B Hotels           | + 57 s          |
| 5e | Matthew Riccitello  | États-Unis       | Israel-Premier Tech        | + 1 min 05 s    |
| 6e | Ilan Van Wilder     | Belgique         | Soudal Quick-Step          | + 1 min 14 s    |
| 7e | Julian Alaphilippe  | France           | Tudor Pro Cycling Team     | + 1 min 22 s    |
| 8e | Lennard Kämna       | Allemagne        | Lidl-Trek                  | + 1 min 46 s    |
| 9e | Felix Großschartner | Autriche         | UAE Team Emirates XRG      | + 2 min 25 s    |
| 10e | George Bennett      | Nouvelle-Zélande | Israel-Premier Tech        | + 2 min 38 s    |

| \| Classement général \| Classement général \| Classement général \| Classement général \| Classement général \| \| Coureur \| Coureur \| Pays \| Équipe \| Temps \| \| ------------------ \| ------------------ \| ------------------ \| -------------------------- \| ------------------ \| \| 1er \| Kévin Vauquelin \| France \| Arkéa-B&B Hotels \| 20 h 12 min 10 s \| \| 2e \| Julian Alaphilippe \| France \| Tudor Pro Cycling Team \| + 29 s \| \| 3e \| João Almeida \| Portugal \| UAE Team Emirates XRG \| + 39 s \| \| 4e \| Oscar Onley \| Royaume-Uni \| Team Picnic-PostNL \| + 1 min 21 s \| \| 5e \| Lennard Kämna \| Allemagne \| Lidl-Trek \| + 1 min 44 s \| \| 6e \| Ben O'Connor \| Australie \| Team Jayco AlUla \| + 2 min 16 s \| \| 7e \| Felix Gall \| Autriche \| Decathlon-AG2R La Mondiale \| + 2 min 20 s \| \| 8e \| Pablo Castrillo \| Espagne \| Movistar Team \| + 2 min 40 s \| \| 9e \| Matthew Riccitello \| États-Unis \| Israel-Premier Tech \| + 3 min 08 s \| \| 10e \| Ilan Van Wilder \| Belgique \| Soudal Quick-Step \| + 3 min 17 s \| |                    |             |                            |                  |
| |                    |             |                            |                  |
| |                    |             |                            |                  |
| Classement général |                    |             |                            |                  |
| Coureur | Coureur            | Pays        | Équipe                     | Temps            |
| 1er | Kévin Vauquelin    | France      | Arkéa-B&B Hotels           | 20 h 12 min 10 s |
| 2e | Julian Alaphilippe | France      | Tudor Pro Cycling Team     | + 29 s           |
| 3e | João Almeida       | Portugal    | UAE Team Emirates XRG      | + 39 s           |
| 4e | Oscar Onley        | Royaume-Uni | Team Picnic-PostNL         | + 1 min 21 s     |
| 5e | Lennard Kämna      | Allemagne   | Lidl-Trek                  | + 1 min 44 s     |
| 6e | Ben O'Connor       | Australie   | Team Jayco AlUla           | + 2 min 16 s     |
| 7e | Felix Gall         | Autriche    | Decathlon-AG2R La Mondiale | + 2 min 20 s     |
| 8e | Pablo Castrillo    | Espagne     | Movistar Team              | + 2 min 40 s     |
| 9e | Matthew Riccitello | États-Unis  | Israel-Premier Tech        | + 3 min 08 s     |
| 10e | Ilan Van Wilder    | Belgique    | Soudal Quick-Step          | + 3 min 17 s     |

### 6eétape
Dès les premiers kilomètres, quatre coureurs font la course en tête. Ces quatre hommes sont le Français et ancien maillot jaune Romain Grégoire (Groupama-FDJ), l’Australien Harry Sweeny (EF Education-EasyPost) et les Suisses Stefan Küng (Groupama-FDJ) et Mauro Schmid (Jayco-AlUla). Grégoire est lâché à une quarantaine de kilomètres de l’arrivée et ses trois anciens compagnons d'échappée doivent capituler sous la flamme rouge. Le sprint est gagné par le Belge Jordi Meeus.
| \| Classement de l'étape \| Classement de l'étape \| Classement de l'étape \| Classement de l'étape \| Classement de l'étape \| \| Coureur \| Coureur \| Pays \| Équipe \| Temps \| \| --------------------- \| --------------------- \| --------------------- \| -------------------------- \| --------------------- \| \| 1er \| Jordi Meeus \| Belgique \| Red Bull-Bora-Hansgrohe \| 4 h 10 min 24 s \| \| 2e \| Davide Ballerini \| Italie \| XDS Astana Team \| + 0 s \| \| 3e \| Lewis Askey \| Royaume-Uni \| Groupama-FDJ \| + 0 s \| \| 4e \| Madis Mihkels \| Estonie \| EF Education-EasyPost \| + 0 s \| \| 5e \| Nicolò Buratti \| Italie \| Bahrain Victorious \| + 0 s \| \| 6e \| Danny van Poppel \| Pays-Bas \| Red Bull-Bora-Hansgrohe \| + 0 s \| \| 7e \| Pavel Bittner \| Tchéquie \| Team Picnic-PostNL \| + 0 s \| \| 8e \| Paul Lapeira \| France \| Decathlon-AG2R La Mondiale \| + 0 s \| \| 9e \| Marius Mayrhofer \| Allemagne \| Tudor Pro Cycling Team \| + 0 s \| \| 10e \| Stefano Oldani \| Italie \| Cofidis \| + 0 s \| |                  |             |                            |                 |
| |                  |             |                            |                 |
| |                  |             |                            |                 |
| Classement de l'étape |                  |             |                            |                 |
| Coureur | Coureur          | Pays        | Équipe                     | Temps           |
| 1er | Jordi Meeus      | Belgique    | Red Bull-Bora-Hansgrohe    | 4 h 10 min 24 s |
| 2e | Davide Ballerini | Italie      | XDS Astana Team            | + 0 s           |
| 3e | Lewis Askey      | Royaume-Uni | Groupama-FDJ               | + 0 s           |
| 4e | Madis Mihkels    | Estonie     | EF Education-EasyPost      | + 0 s           |
| 5e | Nicolò Buratti   | Italie      | Bahrain Victorious         | + 0 s           |
| 6e | Danny van Poppel | Pays-Bas    | Red Bull-Bora-Hansgrohe    | + 0 s           |
| 7e | Pavel Bittner    | Tchéquie    | Team Picnic-PostNL         | + 0 s           |
| 8e | Paul Lapeira     | France      | Decathlon-AG2R La Mondiale | + 0 s           |
| 9e | Marius Mayrhofer | Allemagne   | Tudor Pro Cycling Team     | + 0 s           |
| 10e | Stefano Oldani   | Italie      | Cofidis                    | + 0 s           |

| \| Classement général \| Classement général \| Classement général \| Classement général \| Classement général \| \| Coureur \| Coureur \| Pays \| Équipe \| Temps \| \| ------------------ \| ------------------ \| ------------------ \| -------------------------- \| ------------------ \| \| 1er \| Kévin Vauquelin \| France \| Arkéa-B&B Hotels \| 24 h 22 min 34 s \| \| 2e \| Julian Alaphilippe \| France \| Tudor Pro Cycling Team \| + 29 s \| \| 3e \| João Almeida \| Portugal \| UAE Team Emirates XRG \| + 39 s \| \| 4e \| Oscar Onley \| Royaume-Uni \| Team Picnic-PostNL \| + 1 min 21 s \| \| 5e \| Lennard Kämna \| Allemagne \| Lidl-Trek \| + 1 min 44 s \| \| 6e \| Ben O'Connor \| Australie \| Team Jayco AlUla \| + 2 min 16 s \| \| 7e \| Felix Gall \| Autriche \| Decathlon-AG2R La Mondiale \| + 2 min 20 s \| \| 8e \| Pablo Castrillo \| Espagne \| Movistar Team \| + 2 min 40 s \| \| 9e \| Matthew Riccitello \| États-Unis \| Israel-Premier Tech \| + 3 min 08 s \| \| 10e \| Ilan Van Wilder \| Belgique \| Soudal Quick-Step \| + 3 min 17 s \| |                    |             |                            |                  |
| |                    |             |                            |                  |
| |                    |             |                            |                  |
| Classement général |                    |             |                            |                  |
| Coureur | Coureur            | Pays        | Équipe                     | Temps            |
| 1er | Kévin Vauquelin    | France      | Arkéa-B&B Hotels           | 24 h 22 min 34 s |
| 2e | Julian Alaphilippe | France      | Tudor Pro Cycling Team     | + 29 s           |
| 3e | João Almeida       | Portugal    | UAE Team Emirates XRG      | + 39 s           |
| 4e | Oscar Onley        | Royaume-Uni | Team Picnic-PostNL         | + 1 min 21 s     |
| 5e | Lennard Kämna      | Allemagne   | Lidl-Trek                  | + 1 min 44 s     |
| 6e | Ben O'Connor       | Australie   | Team Jayco AlUla           | + 2 min 16 s     |
| 7e | Felix Gall         | Autriche    | Decathlon-AG2R La Mondiale | + 2 min 20 s     |
| 8e | Pablo Castrillo    | Espagne     | Movistar Team              | + 2 min 40 s     |
| 9e | Matthew Riccitello | États-Unis  | Israel-Premier Tech        | + 3 min 08 s     |
| 10e | Ilan Van Wilder    | Belgique    | Soudal Quick-Step          | + 3 min 17 s     |

### 7eétape
Sept hommes composent l'échappée du jour : Junior Lecerf, Tiesj Benoot, Quinn Simmons, Aleksandr Vlasov, Felix Engelhardt, Hugo Houle et Frank van den Broek. Alors que ce groupe est sur le point d'être repris par le peloton, Quinn Simmons attaque dès les premières pentes de la montée du Bürgenstock, à 22 kilomètres de l'arrivée. Il est toutefois rattrapé par cinq coureurs : le maillot jaune Kévin Vauquelin, son dauphin Julian Alaphilippe, les troisième et quatrième du CG João Almeida et Oscar Onley ainsi que Felix Gall. Simons se laisse décrocher afin de venir en aide à Lennard Kämna, présent dans le groupe de chasse. Lors de l'arrivée au sommet, Kévin Vauquelin attaque et lance le sprint aux 300 mètres mais il est dépassé par João Almeida qui gagne devant Oscar Onley.
| \| Classement de l'étape \| Classement de l'étape \| Classement de l'étape \| Classement de l'étape \| Classement de l'étape \| \| Coureur \| Coureur \| Pays \| Équipe \| Temps \| \| --------------------- \| --------------------- \| --------------------- \| -------------------------- \| --------------------- \| \| 1er \| João Almeida \| Portugal \| UAE Team Emirates XRG \| 4 h 38 min 25 s \| \| 2e \| Oscar Onley \| Royaume-Uni \| Team Picnic-PostNL \| + 0 s \| \| 3e \| Kévin Vauquelin \| France \| Arkéa-B&B Hotels \| + 0 s \| \| 4e \| Felix Gall \| Autriche \| Decathlon-AG2R La Mondiale \| + 4 s \| \| 5e \| Julian Alaphilippe \| France \| Tudor Pro Cycling Team \| + 8 s \| \| 6e \| Felix Großschartner \| Autriche \| UAE Team Emirates XRG \| + 1 min 07 s \| \| 7e \| Joseph Blackmore \| Royaume-Uni \| Israel-Premier Tech \| + 1 min 09 s \| \| 8e \| Ilan Van Wilder \| Belgique \| Soudal Quick-Step \| + 1 min 09 s \| \| 9e \| Clément Champoussin \| France \| XDS Astana Team \| + 1 min 09 s \| \| 10e \| Lennard Kämna \| Allemagne \| Lidl-Trek \| + 1 min 11 s \| |                     |             |                            |                 |
| |                     |             |                            |                 |
| |                     |             |                            |                 |
| Classement de l'étape |                     |             |                            |                 |
| Coureur | Coureur             | Pays        | Équipe                     | Temps           |
| 1er | João Almeida        | Portugal    | UAE Team Emirates XRG      | 4 h 38 min 25 s |
| 2e | Oscar Onley         | Royaume-Uni | Team Picnic-PostNL         | + 0 s           |
| 3e | Kévin Vauquelin     | France      | Arkéa-B&B Hotels           | + 0 s           |
| 4e | Felix Gall          | Autriche    | Decathlon-AG2R La Mondiale | + 4 s           |
| 5e | Julian Alaphilippe  | France      | Tudor Pro Cycling Team     | + 8 s           |
| 6e | Felix Großschartner | Autriche    | UAE Team Emirates XRG      | + 1 min 07 s    |
| 7e | Joseph Blackmore    | Royaume-Uni | Israel-Premier Tech        | + 1 min 09 s    |
| 8e | Ilan Van Wilder     | Belgique    | Soudal Quick-Step          | + 1 min 09 s    |
| 9e | Clément Champoussin | France      | XDS Astana Team            | + 1 min 09 s    |
| 10e | Lennard Kämna       | Allemagne   | Lidl-Trek                  | + 1 min 11 s    |

| \| Classement général \| Classement général \| Classement général \| Classement général \| Classement général \| \| Coureur \| Coureur \| Pays \| Équipe \| Temps \| \| ------------------ \| ------------------- \| ------------------ \| -------------------------- \| ------------------ \| \| 1er \| Kévin Vauquelin \| France \| Arkéa-B&B Hotels \| 29 h 00 min 55 s \| \| 2e \| João Almeida \| Portugal \| UAE Team Emirates XRG \| + 33 s \| \| 3e \| Julian Alaphilippe \| France \| Tudor Pro Cycling Team \| + 41 s \| \| 4e \| Oscar Onley \| Royaume-Uni \| Team Picnic-PostNL \| + 1 min 19 s \| \| 5e \| Felix Gall \| Autriche \| Decathlon-AG2R La Mondiale \| + 2 min 28 s \| \| 6e \| Lennard Kämna \| Allemagne \| Lidl-Trek \| + 2 min 59 s \| \| 7e \| Ben O'Connor \| Australie \| Team Jayco AlUla \| + 3 min 34 s \| \| 8e \| Pablo Castrillo \| Espagne \| Movistar Team \| + 4 min 27 s \| \| 9e \| Ilan Van Wilder \| Belgique \| Soudal Quick-Step \| + 4 min 30 s \| \| 10e \| Clément Champoussin \| France \| XDS Astana Team \| + 6 min 07 s \| |                     |             |                            |                  |
| |                     |             |                            |                  |
| |                     |             |                            |                  |
| Classement général |                     |             |                            |                  |
| Coureur | Coureur             | Pays        | Équipe                     | Temps            |
| 1er | Kévin Vauquelin     | France      | Arkéa-B&B Hotels           | 29 h 00 min 55 s |
| 2e | João Almeida        | Portugal    | UAE Team Emirates XRG      | + 33 s           |
| 3e | Julian Alaphilippe  | France      | Tudor Pro Cycling Team     | + 41 s           |
| 4e | Oscar Onley         | Royaume-Uni | Team Picnic-PostNL         | + 1 min 19 s     |
| 5e | Felix Gall          | Autriche    | Decathlon-AG2R La Mondiale | + 2 min 28 s     |
| 6e | Lennard Kämna       | Allemagne   | Lidl-Trek                  | + 2 min 59 s     |
| 7e | Ben O'Connor        | Australie   | Team Jayco AlUla           | + 3 min 34 s     |
| 8e | Pablo Castrillo     | Espagne     | Movistar Team              | + 4 min 27 s     |
| 9e | Ilan Van Wilder     | Belgique    | Soudal Quick-Step          | + 4 min 30 s     |
| 10e | Clément Champoussin | France      | XDS Astana Team            | + 6 min 07 s     |

### 8eétape
Ce contre-la-montre en côte est dominé par João Almeida qui résorbe largement son retard sur Kévin Vauquelin et lui ravit le maillot jaune.
| \| Classement de l'étape \| Classement de l'étape \| Classement de l'étape \| Classement de l'étape \| Classement de l'étape \| \| Coureur \| Coureur \| Pays \| Équipe \| Temps \| \| --------------------- \| --------------------- \| --------------------- \| -------------------------- \| --------------------- \| \| 1er \| João Almeida \| Portugal \| UAE Team Emirates XRG \| 27 min 33 s \| \| 2e \| Felix Gall \| Autriche \| Decathlon-AG2R La Mondiale \| + 24 s \| \| 3e \| Oscar Onley \| Royaume-Uni \| Team Picnic-PostNL \| + 1 min 11 s \| \| 4e \| Kévin Vauquelin \| France \| Arkéa-B&B Hotels \| + 1 min 40 s \| \| 5e \| Harry Sweeny \| Australie \| EF Education-EasyPost \| + 1 min 54 s \| \| 6e \| Aleksandr Vlasov \| Russie \| Red Bull-Bora-Hansgrohe \| + 2 min 03 s \| \| 7e \| Ben O'Connor \| Australie \| Team Jayco AlUla \| + 2 min 06 s \| \| 8e \| William Barta \| États-Unis \| Movistar Team \| + 2 min 12 s \| \| 9e \| Finlay Pickering \| Royaume-Uni \| Bahrain Victorious \| + 2 min 14 s \| \| 10e \| Ilan Van Wilder \| Belgique \| Soudal Quick-Step \| + 2 min 19 s \| |                  |             |                            |              |
| |                  |             |                            |              |
| |                  |             |                            |              |
| Classement de l'étape |                  |             |                            |              |
| Coureur | Coureur          | Pays        | Équipe                     | Temps        |
| 1er | João Almeida     | Portugal    | UAE Team Emirates XRG      | 27 min 33 s  |
| 2e | Felix Gall       | Autriche    | Decathlon-AG2R La Mondiale | + 24 s       |
| 3e | Oscar Onley      | Royaume-Uni | Team Picnic-PostNL         | + 1 min 11 s |
| 4e | Kévin Vauquelin  | France      | Arkéa-B&B Hotels           | + 1 min 40 s |
| 5e | Harry Sweeny     | Australie   | EF Education-EasyPost      | + 1 min 54 s |
| 6e | Aleksandr Vlasov | Russie      | Red Bull-Bora-Hansgrohe    | + 2 min 03 s |
| 7e | Ben O'Connor     | Australie   | Team Jayco AlUla           | + 2 min 06 s |
| 8e | William Barta    | États-Unis  | Movistar Team              | + 2 min 12 s |
| 9e | Finlay Pickering | Royaume-Uni | Bahrain Victorious         | + 2 min 14 s |
| 10e | Ilan Van Wilder  | Belgique    | Soudal Quick-Step          | + 2 min 19 s |

## Classements finals

### Classement général final
| \| Classement général \| Classement général \| Classement général \| Classement général \| Classement général \| \| Coureur \| Coureur \| Pays \| Équipe \| Temps \| \| ------------------ \| ------------------- \| ------------------ \| -------------------------- \| ------------------ \| \| 1er \| João Almeida \| Portugal \| UAE Team Emirates XRG \| 29 h 29 min 01 s \| \| 2e \| Kévin Vauquelin \| France \| Arkéa-B&B Hotels \| + 1 min 07 s \| \| 3e \| Oscar Onley \| Royaume-Uni \| Team Picnic-PostNL \| + 1 min 58 s \| \| 4e \| Felix Gall \| Autriche \| Decathlon-AG2R La Mondiale \| + 2 min 20 s \| \| 5e \| Julian Alaphilippe \| France \| Tudor Pro Cycling Team \| + 3 min 57 s \| \| 6e \| Lennard Kämna \| Allemagne \| Lidl-Trek \| + 4 min 54 s \| \| 7e \| Ben O'Connor \| Australie \| Team Jayco AlUla \| + 5 min 08 s \| \| 8e \| Ilan Van Wilder \| Belgique \| Soudal Quick-Step \| + 6 min 16 s \| \| 9e \| Pablo Castrillo \| Espagne \| Movistar Team \| + 6 min 41 s \| \| 10e \| Clément Champoussin \| France \| XDS Astana Team \| + 8 min 30 s \| |                     |             |                            |                  |
| |                     |             |                            |                  |
| Source : ProCyclingStats |                     |             |                            |                  |
| Classement général |                     |             |                            |                  |
| Coureur | Coureur             | Pays        | Équipe                     | Temps            |
| 1er | João Almeida        | Portugal    | UAE Team Emirates XRG      | 29 h 29 min 01 s |
| 2e | Kévin Vauquelin     | France      | Arkéa-B&B Hotels           | + 1 min 07 s     |
| 3e | Oscar Onley         | Royaume-Uni | Team Picnic-PostNL         | + 1 min 58 s     |
| 4e | Felix Gall          | Autriche    | Decathlon-AG2R La Mondiale | + 2 min 20 s     |
| 5e | Julian Alaphilippe  | France      | Tudor Pro Cycling Team     | + 3 min 57 s     |
| 6e | Lennard Kämna       | Allemagne   | Lidl-Trek                  | + 4 min 54 s     |
| 7e | Ben O'Connor        | Australie   | Team Jayco AlUla           | + 5 min 08 s     |
| 8e | Ilan Van Wilder     | Belgique    | Soudal Quick-Step          | + 6 min 16 s     |
| 9e | Pablo Castrillo     | Espagne     | Movistar Team              | + 6 min 41 s     |
| 10e | Clément Champoussin | France      | XDS Astana Team            | + 8 min 30 s     |

### Classements annexes
| Classement par points | Classement par points | Classement par points | Classement par points      | Classement par points |
| Coureur               | Coureur               | Pays                  | Équipe                     | Points                |
| --------------------- | --------------------- | --------------------- | -------------------------- | --------------------- |
| 1er                   | João Almeida          | Portugal              | UAE Team Emirates XRG      | 58 pts                |
| 2e                    | Oscar Onley           | Royaume-Uni           | Team Picnic-PostNL         | 44 pts                |
| 3e                    | Kévin Vauquelin       | France                | Arkéa-B&B Hotels           | 28 pts                |
| 4e                    | Romain Grégoire       | France                | Groupama-FDJ               | 22 pts                |
| 5e                    | Felix Gall            | Autriche              | Decathlon-AG2R La Mondiale | 18 pts                |
| 6e                    | Quinn Simmons         | États-Unis            | Lidl-Trek                  | 16 pts                |
| 7e                    | Vincenzo Albanese     | Italie                | EF Education-EasyPost      | 12 pts                |
| 8e                    | Lewis Askey           | Royaume-Uni           | Groupama-FDJ               | 12 pts                |
| 9e                    | Aleksandr Vlasov      | Russie                | Red Bull-Bora-Hansgrohe    | 10 pts                |
| 10e                   | Ben O'Connor          | Australie             | Team Jayco AlUla           | 8 pts                 |

| Classement par points | Classement par points | Classement par points | Classement par points      | Classement par points |
| Coureur               | Coureur               | Pays                  | Équipe                     | Points                |
| --------------------- | --------------------- | --------------------- | -------------------------- | --------------------- |
| 1er                   | João Almeida          | Portugal              | UAE Team Emirates XRG      | 58 pts                |
| 2e                    | Oscar Onley           | Royaume-Uni           | Team Picnic-PostNL         | 44 pts                |
| 3e                    | Kévin Vauquelin       | France                | Arkéa-B&B Hotels           | 28 pts                |
| 4e                    | Romain Grégoire       | France                | Groupama-FDJ               | 22 pts                |
| 5e                    | Felix Gall            | Autriche              | Decathlon-AG2R La Mondiale | 18 pts                |
| 6e                    | Quinn Simmons         | États-Unis            | Lidl-Trek                  | 16 pts                |
| 7e                    | Vincenzo Albanese     | Italie                | EF Education-EasyPost      | 12 pts                |
| 8e                    | Lewis Askey           | Royaume-Uni           | Groupama-FDJ               | 12 pts                |
| 9e                    | Aleksandr Vlasov      | Russie                | Red Bull-Bora-Hansgrohe    | 10 pts                |
| 10e                   | Ben O'Connor          | Australie             | Team Jayco AlUla           | 8 pts                 |

| Classement de la montagne | Classement de la montagne | Classement de la montagne | Classement de la montagne  | Classement de la montagne |
| Coureur                   | Coureur                   | Pays                      | Équipe                     | Points                    |
| ------------------------- | ------------------------- | ------------------------- | -------------------------- | ------------------------- |
| 1er                       | Aleksandr Vlasov          | Russie                    | Red Bull-Bora-Hansgrohe    | 45 pts                    |
| 2e                        | João Almeida              | Portugal                  | UAE Team Emirates XRG      | 29 pts                    |
| 3e                        | Mauro Schmid              | Suisse                    | Team Jayco AlUla           | 24 pts                    |
| 4e                        | Oscar Onley               | Royaume-Uni               | Team Picnic-PostNL         | 23 pts                    |
| 5e                        | Pello Bilbao              | Espagne                   | Bahrain Victorious         | 23 pts                    |
| 6e                        | Kévin Vauquelin           | France                    | Arkéa-B&B Hotels           | 17 pts                    |
| 7e                        | Felix Engelhardt          | Allemagne                 | Team Jayco AlUla           | 15 pts                    |
| 8e                        | Quinn Simmons             | États-Unis                | Lidl-Trek                  | 13 pts                    |
| 9e                        | Felix Gall                | Autriche                  | Decathlon-AG2R La Mondiale | 13 pts                    |
| 10e                       | Neilson Powless           | États-Unis                | EF Education-EasyPost      | 12 pts                    |

| Classement de la montagne | Classement de la montagne | Classement de la montagne | Classement de la montagne  | Classement de la montagne |
| Coureur                   | Coureur                   | Pays                      | Équipe                     | Points                    |
| ------------------------- | ------------------------- | ------------------------- | -------------------------- | ------------------------- |
| 1er                       | Aleksandr Vlasov          | Russie                    | Red Bull-Bora-Hansgrohe    | 45 pts                    |
| 2e                        | João Almeida              | Portugal                  | UAE Team Emirates XRG      | 29 pts                    |
| 3e                        | Mauro Schmid              | Suisse                    | Team Jayco AlUla           | 24 pts                    |
| 4e                        | Oscar Onley               | Royaume-Uni               | Team Picnic-PostNL         | 23 pts                    |
| 5e                        | Pello Bilbao              | Espagne                   | Bahrain Victorious         | 23 pts                    |
| 6e                        | Kévin Vauquelin           | France                    | Arkéa-B&B Hotels           | 17 pts                    |
| 7e                        | Felix Engelhardt          | Allemagne                 | Team Jayco AlUla           | 15 pts                    |
| 8e                        | Quinn Simmons             | États-Unis                | Lidl-Trek                  | 13 pts                    |
| 9e                        | Felix Gall                | Autriche                  | Decathlon-AG2R La Mondiale | 13 pts                    |
| 10e                       | Neilson Powless           | États-Unis                | EF Education-EasyPost      | 12 pts                    |

| Classement du meilleur jeune | Classement du meilleur jeune | Classement du meilleur jeune | Classement du meilleur jeune | Classement du meilleur jeune |
| Coureur                      | Coureur                      | Pays                         | Équipe                       | Temps                        |
| ---------------------------- | ---------------------------- | ---------------------------- | ---------------------------- | ---------------------------- |
| 1er                          | Kévin Vauquelin              | France                       | Arkéa-B&B Hotels             | 29 h 30 min 08 s             |
| 2e                           | Oscar Onley                  | Royaume-Uni                  | Team Picnic-PostNL           | + 51 s                       |
| 3e                           | Ilan Van Wilder              | Belgique                     | Soudal Quick-Step            | + 5 min 09 s                 |
| 4e                           | Pablo Castrillo              | Espagne                      | Movistar Team                | + 5 min 34 s                 |
| 5e                           | Finlay Pickering             | Royaume-Uni                  | Bahrain Victorious           | + 11 min 51 s                |
| 6e                           | Romain Grégoire              | France                       | Groupama-FDJ                 | + 15 min 34 s                |
| 7e                           | Joseph Blackmore             | Royaume-Uni                  | Israel-Premier Tech          | + 18 min 53 s                |
| 8e                           | Ewen Costiou                 | France                       | Arkéa-B&B Hotels             | + 29 min 25 s                |
| 9e                           | Tijmen Graat                 | Pays-Bas                     | Team Visma \| Lease a Bike   | + 33 min 45 s                |
| 10e                          | Sam Maisonobe                | France                       | Cofidis                      | + 39 min 13 s                |

| Classement du meilleur jeune | Classement du meilleur jeune | Classement du meilleur jeune | Classement du meilleur jeune | Classement du meilleur jeune |
| Coureur                      | Coureur                      | Pays                         | Équipe                       | Temps                        |
| ---------------------------- | ---------------------------- | ---------------------------- | ---------------------------- | ---------------------------- |
| 1er                          | Kévin Vauquelin              | France                       | Arkéa-B&B Hotels             | 29 h 30 min 08 s             |
| 2e                           | Oscar Onley                  | Royaume-Uni                  | Team Picnic-PostNL           | + 51 s                       |
| 3e                           | Ilan Van Wilder              | Belgique                     | Soudal Quick-Step            | + 5 min 09 s                 |
| 4e                           | Pablo Castrillo              | Espagne                      | Movistar Team                | + 5 min 34 s                 |
| 5e                           | Finlay Pickering             | Royaume-Uni                  | Bahrain Victorious           | + 11 min 51 s                |
| 6e                           | Romain Grégoire              | France                       | Groupama-FDJ                 | + 15 min 34 s                |
| 7e                           | Joseph Blackmore             | Royaume-Uni                  | Israel-Premier Tech          | + 18 min 53 s                |
| 8e                           | Ewen Costiou                 | France                       | Arkéa-B&B Hotels             | + 29 min 25 s                |
| 9e                           | Tijmen Graat                 | Pays-Bas                     | Team Visma \| Lease a Bike   | + 33 min 45 s                |
| 10e                          | Sam Maisonobe                | France                       | Cofidis                      | + 39 min 13 s                |

| Classement par équipes | Classement par équipes | Classement par équipes | Classement par équipes |
| Équipe                 | Équipe                 | Pays                   | Temps                  |
| ---------------------- | ---------------------- | ---------------------- | ---------------------- |
| 1re                    | Israel-Premier Tech    | Israël                 | 89 h 05 min 10 s       |
| 2e                     | UAE Team Emirates XRG  | Émirats arabes unis    | + 11 min 41 s          |
| 3e                     | Lidl-Trek              | États-Unis             | + 20 min 03 s          |
| 4e                     | Movistar Team          | Espagne                | + 27 min 27 s          |
| 5e                     | Team Picnic-PostNL     | Pays-Bas               | + 27 min 52 s          |

| Classement par équipes | Classement par équipes | Classement par équipes | Classement par équipes |
| Équipe                 | Équipe                 | Pays                   | Temps                  |
| ---------------------- | ---------------------- | ---------------------- | ---------------------- |
| 1re                    | Israel-Premier Tech    | Israël                 | 89 h 05 min 10 s       |
| 2e                     | UAE Team Emirates XRG  | Émirats arabes unis    | + 11 min 41 s          |
| 3e                     | Lidl-Trek              | États-Unis             | + 20 min 03 s          |
| 4e                     | Movistar Team          | Espagne                | + 27 min 27 s          |
| 5e                     | Team Picnic-PostNL     | Pays-Bas               | + 27 min 52 s          |

## Classements UCI
La course attribue des points au Classement mondial UCI 2025 selon le barème suivant :
| Position           | 1er | 2e  | 3e  | 4e  | 5e  | 6e  | 7e  | 8e  | 9e  | 10e | 11e | 12e | 13e | 14e | 15e | 16e à 20e | 21e à 30e | 31e à 50e | 51e à 55e | 56e à 60e |
| Classement général | 500 | 400 | 325 | 275 | 225 | 175 | 150 | 125 | 100 | 80  | 70  | 60  | 50  | 40  | 35  | 30        | 20        | 10        | 5         | 3         |
| Par étapes         | 60  | 40  | 30  | 25  | 20  | 15  | 10  | 8   | 5   | 2   |     |     |     |     |     |           |           |           |           |           |
| Leader             | 10  |     |     |     |     |     |     |     |     |     |     |     |     |     |     |           |           |           |           |           |

## Évolution des classements
| Étape              | Vainqueur          | Classement général | Classement par points | Classement de la montagne | Classement du meilleur jeune | Classement par équipes |
| ------------------ | ------------------ | ------------------ | --------------------- | ------------------------- | ---------------------------- | ---------------------- |
| 1                  | Romain Grégoire    | Romain Grégoire    | Romain Grégoire       | Felix Engelhardt          | Romain Grégoire              | Visma-Lease a Bike     |
| 2                  | Vincenzo Albanese  | Romain Grégoire    | Romain Grégoire       | Felix Engelhardt          | Romain Grégoire              | Visma-Lease a Bike     |
| 3                  | Quinn Simmons      | Romain Grégoire    | Romain Grégoire       | Felix Engelhardt          | Romain Grégoire              | Movistar               |
| 4                  | João Almeida       | Romain Grégoire    | João Almeida          | Felix Engelhardt          | Romain Grégoire              | Israel-Premier Tech    |
| 5                  | Oscar Onley        | Kévin Vauquelin    | João Almeida          | Aleksandr Vlasov          | Kévin Vauquelin              | Israel-Premier Tech    |
| 6                  | Jordi Meeus        | Kévin Vauquelin    | João Almeida          | Aleksandr Vlasov          | Kévin Vauquelin              | Israel-Premier Tech    |
| 7                  | João Almeida       | Kévin Vauquelin    | João Almeida          | Aleksandr Vlasov          | Kévin Vauquelin              | Israel-Premier Tech    |
| 8                  | João Almeida       | João Almeida       | João Almeida          | Aleksandr Vlasov          | Kévin Vauquelin              | Israel-Premier Tech    |
| Classements finals | Classements finals | João Almeida       | João Almeida          | Aleksandr Vlasov          | Kévin Vauquelin              | Israel-Premier Tech    |

## Liste des participants
| UAE Team Emirates XRG UAD             | UAE Team Emirates XRG UAD          | UAE Team Emirates XRG UAD |
| ------------------------------------- | ---------------------------------- | ------------------------- |
| Num                                   | Coureur                            | Pos                       |
| 1                                     | Jan Christen (SUI)                 | AB-6                      |
| 2                                     | Mikkel Bjerg (DEN)                 | HD-8                      |
| 3                                     | João Almeida (POR)                 | 1er                       |
| 4                                     | Felix Großschartner (AUT) (chrono) | 11e                       |
| 5                                     | Vegard Stake Laengen (NOR)         | 85e                       |
| 6                                     | Julius Johansen (DEN)              | 100e                      |
| 7                                     | António Morgado (POR)              | 64e                       |
| Directeur sportif : Simone Pedrazzini |                                    |                           |

| Alpecin-Deceuninck ADC              | Alpecin-Deceuninck ADC      | Alpecin-Deceuninck ADC |
| ----------------------------------- | --------------------------- | ---------------------- |
| Num                                 | Coureur                     | Pos                    |
| 11                                  | Silvan Dillier (SUI)        | 111e                   |
| 12                                  | Ramses Debruyne (BEL)       | 34e                    |
| 13                                  | Gal Glivar (SLO)            | 70e                    |
| 14                                  | Jimmy Janssens (BEL)        | 115e                   |
| 15                                  | Henri Uhlig (GER)           | 117e                   |
| 16                                  | Emiel Verstrynge (BEL)      | 32e                    |
| 17                                  | Fabio Van den Bossche (BEL) | HD-8                   |
| Directeur sportif : Jens Keukeleire |                             |                        |

| Arkéa-B&B Hotels ARK               | Arkéa-B&B Hotels ARK   | Arkéa-B&B Hotels ARK |
| ---------------------------------- | ---------------------- | -------------------- |
| Num                                | Coureur                | Pos                  |
| 21                                 | Ewen Costiou (FRA)     | 23e                  |
| 22                                 | Élie Gesbert (FRA)     | AB-1                 |
| 23                                 | Laurens Huys (BEL)     | AB-3                 |
| 24                                 | Mathis Le Berre (FRA)  | 80e                  |
| 25                                 | Martin Tjøtta (NOR)    | 94e                  |
| 26                                 | Kévin Vauquelin (FRA)  | 2e                   |
| 27                                 | Alessandro Verre (ITA) | AB-6                 |
| Directeur sportif : Mickaël Leveau |                        |                      |

| Cofidis COF                           | Cofidis COF            | Cofidis COF |
| ------------------------------------- | ---------------------- | ----------- |
| Num                                   | Coureur                | Pos         |
| 31                                    | Ion Izagirre (ESP)     | 52e         |
| 32                                    | Nolann Mahoudo (FRA)   | AB-6        |
| 33                                    | Sam Maisonobe (FRA)    | 27e         |
| 34                                    | Sylvain Moniquet (BEL) | 96e         |
| 35                                    | Stefano Oldani (ITA)   | 60e         |
| 36                                    | Jan Maas (NED)         | 73e         |
| 37                                    | Sergio Samitier (ESP)  | 54e         |
| Directeur sportif : Yvonnick Bolgiani |                        |             |

| Bahrain Victorious TBV           | Bahrain Victorious TBV   | Bahrain Victorious TBV |
| -------------------------------- | ------------------------ | ---------------------- |
| Num                              | Coureur                  | Pos                    |
| 41                               | Matej Mohorič (SLO)      | 63e                    |
| 42                               | Pello Bilbao (ESP)       | 57e                    |
| 43                               | Rainer Kepplinger (AUT)  | 47e                    |
| 44                               | Nicolò Buratti (ITA)     | 82e                    |
| 45                               | Finlay Pickering (GBR)   | 13e                    |
| 46                               | Mathijs Paasschens (NED) | 68e                    |
| 47                               | Max van der Meulen (NED) | NP-2                   |
| Directeur sportif : Michał Gołaś |                          |                        |

| Decathlon-AG2R La Mondiale DAT    | Decathlon-AG2R La Mondiale DAT | Decathlon-AG2R La Mondiale DAT |
| --------------------------------- | ------------------------------ | ------------------------------ |
| Num                               | Coureur                        | Pos                            |
| 51                                | Felix Gall (AUT)               | 4e                             |
| 52                                | Léo Bisiaux (FRA)              | 35e                            |
| 53                                | Stefan Bissegger (SUI)         | 104e                           |
| 54                                | Benoît Cosnefroy (FRA)         | AB-1                           |
| 55                                | Callum Scotson (AUS)           | 28e                            |
| 56                                | Paul Lapeira (FRA) (route)     | 74e                            |
| 57                                | Nans Peters (FRA)              | 77e                            |
| Directeur sportif : Julien Jurdie |                                |                                |

| EF Education-EasyPost EFE              | EF Education-EasyPost EFE | EF Education-EasyPost EFE |
| -------------------------------------- | ------------------------- | ------------------------- |
| Num                                    | Coureur                   | Pos                       |
| 61                                     | Rui Costa (POR) (route)   | 81e                       |
| 62                                     | Vincenzo Albanese (ITA)   | 103e                      |
| 63                                     | Samuele Battistella (ITA) | 89e                       |
| 64                                     | Madis Mihkels (EST)       | 105e                      |
| 65                                     | Neilson Powless (USA)     | 38e                       |
| 66                                     | Harry Sweeny (AUS)        | 76e                       |
| 67                                     | Max Walker (GBR)          | 114e                      |
| Directeur sportif : Tejay van Garderen |                           |                           |

| Groupama-FDJ GFC | Groupama-FDJ GFC           | Groupama-FDJ GFC |
| ---------------- | -------------------------- | ---------------- |
| Num              | Coureur                    | Pos              |
| 71               | Stefan Küng (SUI) (chrono) | 58e              |
| 72               | Lewis Askey (GBR)          | 90e              |
| 73               | Romain Grégoire (FRA)      | 17e              |
| 74               | Johan Jacobs (SUI)         | AB-1             |
| 75               | Olivier Le Gac (FRA)       | 120e             |
| 76               | Eddy Le Huitouze (FRA)     | 110e             |
| 77               | Valentin Madouas (FRA)     | 26e              |

| Ineos Grenadiers IGD                | Ineos Grenadiers IGD     | Ineos Grenadiers IGD |
| ----------------------------------- | ------------------------ | -------------------- |
| Num                                 | Coureur                  | Pos                  |
| 81                                  | Geraint Thomas (GBR)     | NP-4                 |
| 82                                  | Laurens De Plus (BEL)    | AB-4                 |
| 83                                  | Lucas Hamilton (AUS)     | 75e                  |
| 84                                  | Bob Jungels (LUX)        | 37e                  |
| 85                                  | Ben Swift (GBR)          | 46e                  |
| 86                                  | Andrew August (USA)      | 49e                  |
| 87                                  | Victor Langellotti (MON) | 44e                  |
| Directeur sportif : Christian Knees |                          |                      |

| Intermarché-Wanty IWA              | Intermarché-Wanty IWA           | Intermarché-Wanty IWA |
| ---------------------------------- | ------------------------------- | --------------------- |
| Num                                | Coureur                         | Pos                   |
| 91                                 | Georg Zimmermann (GER)          | 15e                   |
| 92                                 | Kevin Colleoni (ITA)            | AB-5                  |
| 93                                 | Alexander Kamp (DEN)            | 109e                  |
| 94                                 | Gerben Kuypers (BEL)            | 84e                   |
| 95                                 | Simone Petilli (ITA)            | 62e                   |
| 96                                 | Jonas Rutsch (GER)              | 66e                   |
| 97                                 | Roel van Sintmaartensdijk (NED) | AB-6                  |
| Directeur sportif : Steven De Neef |                                 |                       |

| Lidl-Trek LTK                     | Lidl-Trek LTK               | Lidl-Trek LTK |
| --------------------------------- | --------------------------- | ------------- |
| Num                               | Coureur                     | Pos           |
| 101                               | Tao Geoghegan Hart (GBR)    | 25e           |
| 102                               | Andrea Bagioli (ITA)        | NP-7          |
| 103                               | Juan Pedro López (ESP)      | 36e           |
| 104                               | Otto Vergaerde (BEL)        | 56e           |
| 105                               | Lennard Kämna (GER)         | 6e            |
| 106                               | Sam Oomen (NED)             | 51e           |
| 107                               | Quinn Simmons (USA) (route) | 30e           |
| Directeur sportif : Michael Schär |                             |               |

| Movistar Team MOV                       | Movistar Team MOV     | Movistar Team MOV |
| --------------------------------------- | --------------------- | ----------------- |
| Num                                     | Coureur               | Pos               |
| 111                                     | Nairo Quintana (COL)  | 50e               |
| 112                                     | Pablo Castrillo (ESP) | 9e                |
| 113                                     | William Barta (USA)   | 12e               |
| 114                                     | Albert Torres (ESP)   | AB-7              |
| 115                                     | Nélson Oliveira (POR) | 78e               |
| 116                                     | Javier Romo (ESP)     | 39e               |
| 117                                     | Pelayo Sánchez (ESP)  | AB-4              |
| Directeur sportif : Maximilian Sciandri |                       |                   |

| Red Bull-Bora-Hansgrohe RBH           | Red Bull-Bora-Hansgrohe RBH | Red Bull-Bora-Hansgrohe RBH |
| ------------------------------------- | --------------------------- | --------------------------- |
| Num                                   | Coureur                     | Pos                         |
| 121                                   | Aleksandr Vlasov (RUS)      | 21e                         |
| 122                                   | Roger Adrià (ESP)           | AB-7                        |
| 123                                   | Anton Palzer (GER)          | NP-2                        |
| 124                                   | Jonas Koch (GER)            | 99e                         |
| 125                                   | Jordi Meeus (BEL)           | AB-7                        |
| 126                                   | Matteo Sobrero (ITA)        | 29e                         |
| 127                                   | Danny van Poppel (NED)      | 95e                         |
| Directeur sportif : Heinrich Haussler |                             |                             |

| Soudal Quick-Step SOQ                | Soudal Quick-Step SOQ   | Soudal Quick-Step SOQ |
| ------------------------------------ | ----------------------- | --------------------- |
| Num                                  | Coureur                 | Pos                   |
| 131                                  | Ayco Bastiaens (BEL)    | 106e                  |
| 132                                  | James Knox (GBR)        | AB-3                  |
| 133                                  | Antoine Huby (FRA)      | 98e                   |
| 134                                  | Junior Lecerf (BEL)     | 53e                   |
| 135                                  | Pieter Serry (BEL)      | 65e                   |
| 136                                  | Ilan Van Wilder (BEL)   | 8e                    |
| 137                                  | Mauri Vansevenant (BEL) | 42e                   |
| Directeur sportif : Wilfried Peeters |                         |                       |

| Team Jayco AlUla JAY              | Team Jayco AlUla JAY         | Team Jayco AlUla JAY |
| --------------------------------- | ---------------------------- | -------------------- |
| Num                               | Coureur                      | Pos                  |
| 141                               | Mauro Schmid (SUI) (route)   | 43e                  |
| 142                               | Luke Durbridge (AUS) (route) | 87e                  |
| 143                               | Patrick Gamper (AUT)         | 83e                  |
| 144                               | Felix Engelhardt (GER)       | 61e                  |
| 145                               | Ben O'Connor (AUS)           | 7e                   |
| 146                               | Jasha Sütterlin (GER)        | AB-7                 |
| 147                               | Filippo Zana (ITA)           | AB-2                 |
| Directeur sportif : Mathew Hayman |                              |                      |

| Team Picnic-PostNL TPP           | Team Picnic-PostNL TPP    | Team Picnic-PostNL TPP |
| -------------------------------- | ------------------------- | ---------------------- |
| Num                              | Coureur                   | Pos                    |
| 151                              | Warren Barguil (FRA)      | 16e                    |
| 152                              | Pavel Bittner (CZE)       | 108e                   |
| 153                              | Sean Flynn (GBR)          | 88e                    |
| 154                              | Oscar Onley (GBR)         | 3e                     |
| 155                              | Alexander Edmondson (AUS) | NP-8                   |
| 156                              | Frank van den Broek (NED) | 41e                    |
| 157                              | Tim Naberman (NED)        | 116e                   |
| Directeur sportif : Pim Ligthart |                           |                        |

| Team Visma \| Lease a Bike TVL      | Team Visma \| Lease a Bike TVL | Team Visma \| Lease a Bike TVL |
| ----------------------------------- | ------------------------------ | ------------------------------ |
| Num                                 | Coureur                        | Pos                            |
| 161                                 | Menno Huising (NED)            | AB-3                           |
| 162                                 | Julien Vermote (BEL)           | 91e                            |
| 163                                 | Tiesj Benoot (BEL)             | 40e                            |
| 164                                 | Thomas Gloag (GBR)             | 79e                            |
| 165                                 | Tijmen Graat (NED)             | 24e                            |
| 166                                 | Steven Kruijswijk (NED)        | AB-7                           |
| 167                                 | Bart Lemmen (NED)              | 20e                            |
| Directeur sportif : Maarten Wynants |                                |                                |

| XDS Astana Team XAT               | XDS Astana Team XAT               | XDS Astana Team XAT |
| --------------------------------- | --------------------------------- | ------------------- |
| Num                               | Coureur                           | Pos                 |
| 171                               | Davide Ballerini (ITA)            | 112e                |
| 172                               | Anthon Charmig (DEN)              | 55e                 |
| 173                               | Nicola Conci (ITA)                | 22e                 |
| 174                               | Clément Champoussin (FRA) (route) | 10e                 |
| 175                               | Alberto Bettiol (ITA) (route)     | 101e                |
| 176                               | Fausto Masnada (ITA)              | 69e                 |
| 177                               | Lorenzo Fortunato (ITA)           | 48e                 |
| Directeur sportif : Dimitri Sedun |                                   |                     |

| Israel-Premier Tech IPT                      | Israel-Premier Tech IPT     | Israel-Premier Tech IPT |
| -------------------------------------------- | --------------------------- | ----------------------- |
| Num                                          | Coureur                     | Pos                     |
| 181                                          | Christopher Froome (GBR)    | 97e                     |
| 182                                          | Joseph Blackmore (GBR)      | 19e                     |
| 183                                          | George Bennett (NZL)        | 14e                     |
| 184                                          | Hugo Houle (CAN)            | 33e                     |
| 185                                          | Simon Clarke (AUS)          | AB-7                    |
| 186                                          | Matthew Riccitello (USA)    | AB-7                    |
| 187                                          | Michael Woods (CAN) (route) | AB-4                    |
| Directeur sportif : Jonathan Patrick McCarty |                             |                         |

| Lotto LOT                         | Lotto LOT                   | Lotto LOT |
| --------------------------------- | --------------------------- | --------- |
| Num                               | Coureur                     | Pos       |
| 191                               | Arnaud De Lie (BEL) (route) | 113e      |
| 192                               | Jasper De Buyst (BEL)       | 119e      |
| 193                               | Sébastien Grignard (BEL)    | 118e      |
| 194                               | Eduardo Sepúlveda (ARG)     | 18e       |
| 195                               | Arjen Livyns (BEL)          | 72e       |
| 196                               | Brent Van Moer (BEL)        | 86e       |
| 197                               | Jonas Gregaard Wilsly (DEN) | 107e      |
| Directeur sportif : Tony Gallopin |                             |           |

| Q36.5 Pro Cycling Team Q36           | Q36.5 Pro Cycling Team Q36 | Q36.5 Pro Cycling Team Q36 |
| ------------------------------------ | -------------------------- | -------------------------- |
| Num                                  | Coureur                    | Pos                        |
| 201                                  | Fabio Christen (SUI)       | 67e                        |
| 202                                  | Matteo Badilatti (SUI)     | 59e                        |
| 203                                  | Gianluca Brambilla (ITA)   | 45e                        |
| 204                                  | Sjoerd Bax (NED)           | AB-7                       |
| 205                                  | David de la Cruz (ESP)     | AB-5                       |
| 206                                  | Marcel Camprubí (ESP)      | 31e                        |
| 207                                  | David González López (ESP) | 93e                        |
| Directeur sportif : Michael Albasini |                            |                            |

| Tudor Pro Cycling Team TUD              | Tudor Pro Cycling Team TUD | Tudor Pro Cycling Team TUD |
| --------------------------------------- | -------------------------- | -------------------------- |
| Num                                     | Coureur                    | Pos                        |
| 211                                     | Marc Hirschi (SUI)         | NP-8                       |
| 212                                     | Julian Alaphilippe (FRA)   | 5e                         |
| 213                                     | Marco Haller (AUT)         | NP-8                       |
| 214                                     | Petr Kelemen (CZE)         | AB-7                       |
| 215                                     | Marius Mayrhofer (GER)     | 92e                        |
| 216                                     | Lawrence Warbasse (USA)    | 71e                        |
| 217                                     | Luc Wirtgen (LUX)          | 102e                       |
| Directeur sportif : Sylvain Blanquefort |                            |                            |

| UAE Team Emirates XRG UAD             | UAE Team Emirates XRG UAD          | UAE Team Emirates XRG UAD |
| ------------------------------------- | ---------------------------------- | ------------------------- |
| Num                                   | Coureur                            | Pos                       |
| 1                                     | Jan Christen (SUI)                 | AB-6                      |
| 2                                     | Mikkel Bjerg (DEN)                 | HD-8                      |
| 3                                     | João Almeida (POR)                 | 1er                       |
| 4                                     | Felix Großschartner (AUT) (chrono) | 11e                       |
| 5                                     | Vegard Stake Laengen (NOR)         | 85e                       |
| 6                                     | Julius Johansen (DEN)              | 100e                      |
| 7                                     | António Morgado (POR)              | 64e                       |
| Directeur sportif : Simone Pedrazzini |                                    |                           |

| Alpecin-Deceuninck ADC              | Alpecin-Deceuninck ADC      | Alpecin-Deceuninck ADC |
| ----------------------------------- | --------------------------- | ---------------------- |
| Num                                 | Coureur                     | Pos                    |
| 11                                  | Silvan Dillier (SUI)        | 111e                   |
| 12                                  | Ramses Debruyne (BEL)       | 34e                    |
| 13                                  | Gal Glivar (SLO)            | 70e                    |
| 14                                  | Jimmy Janssens (BEL)        | 115e                   |
| 15                                  | Henri Uhlig (GER)           | 117e                   |
| 16                                  | Emiel Verstrynge (BEL)      | 32e                    |
| 17                                  | Fabio Van den Bossche (BEL) | HD-8                   |
| Directeur sportif : Jens Keukeleire |                             |                        |

| Arkéa-B&B Hotels ARK               | Arkéa-B&B Hotels ARK   | Arkéa-B&B Hotels ARK |
| ---------------------------------- | ---------------------- | -------------------- |
| Num                                | Coureur                | Pos                  |
| 21                                 | Ewen Costiou (FRA)     | 23e                  |
| 22                                 | Élie Gesbert (FRA)     | AB-1                 |
| 23                                 | Laurens Huys (BEL)     | AB-3                 |
| 24                                 | Mathis Le Berre (FRA)  | 80e                  |
| 25                                 | Martin Tjøtta (NOR)    | 94e                  |
| 26                                 | Kévin Vauquelin (FRA)  | 2e                   |
| 27                                 | Alessandro Verre (ITA) | AB-6                 |
| Directeur sportif : Mickaël Leveau |                        |                      |

| Cofidis COF                           | Cofidis COF            | Cofidis COF |
| ------------------------------------- | ---------------------- | ----------- |
| Num                                   | Coureur                | Pos         |
| 31                                    | Ion Izagirre (ESP)     | 52e         |
| 32                                    | Nolann Mahoudo (FRA)   | AB-6        |
| 33                                    | Sam Maisonobe (FRA)    | 27e         |
| 34                                    | Sylvain Moniquet (BEL) | 96e         |
| 35                                    | Stefano Oldani (ITA)   | 60e         |
| 36                                    | Jan Maas (NED)         | 73e         |
| 37                                    | Sergio Samitier (ESP)  | 54e         |
| Directeur sportif : Yvonnick Bolgiani |                        |             |

| Bahrain Victorious TBV           | Bahrain Victorious TBV   | Bahrain Victorious TBV |
| -------------------------------- | ------------------------ | ---------------------- |
| Num                              | Coureur                  | Pos                    |
| 41                               | Matej Mohorič (SLO)      | 63e                    |
| 42                               | Pello Bilbao (ESP)       | 57e                    |
| 43                               | Rainer Kepplinger (AUT)  | 47e                    |
| 44                               | Nicolò Buratti (ITA)     | 82e                    |
| 45                               | Finlay Pickering (GBR)   | 13e                    |
| 46                               | Mathijs Paasschens (NED) | 68e                    |
| 47                               | Max van der Meulen (NED) | NP-2                   |
| Directeur sportif : Michał Gołaś |                          |                        |

| Decathlon-AG2R La Mondiale DAT    | Decathlon-AG2R La Mondiale DAT | Decathlon-AG2R La Mondiale DAT |
| --------------------------------- | ------------------------------ | ------------------------------ |
| Num                               | Coureur                        | Pos                            |
| 51                                | Felix Gall (AUT)               | 4e                             |
| 52                                | Léo Bisiaux (FRA)              | 35e                            |
| 53                                | Stefan Bissegger (SUI)         | 104e                           |
| 54                                | Benoît Cosnefroy (FRA)         | AB-1                           |
| 55                                | Callum Scotson (AUS)           | 28e                            |
| 56                                | Paul Lapeira (FRA) (route)     | 74e                            |
| 57                                | Nans Peters (FRA)              | 77e                            |
| Directeur sportif : Julien Jurdie |                                |                                |

| EF Education-EasyPost EFE              | EF Education-EasyPost EFE | EF Education-EasyPost EFE |
| -------------------------------------- | ------------------------- | ------------------------- |
| Num                                    | Coureur                   | Pos                       |
| 61                                     | Rui Costa (POR) (route)   | 81e                       |
| 62                                     | Vincenzo Albanese (ITA)   | 103e                      |
| 63                                     | Samuele Battistella (ITA) | 89e                       |
| 64                                     | Madis Mihkels (EST)       | 105e                      |
| 65                                     | Neilson Powless (USA)     | 38e                       |
| 66                                     | Harry Sweeny (AUS)        | 76e                       |
| 67                                     | Max Walker (GBR)          | 114e                      |
| Directeur sportif : Tejay van Garderen |                           |                           |

| Groupama-FDJ GFC | Groupama-FDJ GFC           | Groupama-FDJ GFC |
| ---------------- | -------------------------- | ---------------- |
| Num              | Coureur                    | Pos              |
| 71               | Stefan Küng (SUI) (chrono) | 58e              |
| 72               | Lewis Askey (GBR)          | 90e              |
| 73               | Romain Grégoire (FRA)      | 17e              |
| 74               | Johan Jacobs (SUI)         | AB-1             |
| 75               | Olivier Le Gac (FRA)       | 120e             |
| 76               | Eddy Le Huitouze (FRA)     | 110e             |
| 77               | Valentin Madouas (FRA)     | 26e              |

| Ineos Grenadiers IGD                | Ineos Grenadiers IGD     | Ineos Grenadiers IGD |
| ----------------------------------- | ------------------------ | -------------------- |
| Num                                 | Coureur                  | Pos                  |
| 81                                  | Geraint Thomas (GBR)     | NP-4                 |
| 82                                  | Laurens De Plus (BEL)    | AB-4                 |
| 83                                  | Lucas Hamilton (AUS)     | 75e                  |
| 84                                  | Bob Jungels (LUX)        | 37e                  |
| 85                                  | Ben Swift (GBR)          | 46e                  |
| 86                                  | Andrew August (USA)      | 49e                  |
| 87                                  | Victor Langellotti (MON) | 44e                  |
| Directeur sportif : Christian Knees |                          |                      |

| Intermarché-Wanty IWA              | Intermarché-Wanty IWA           | Intermarché-Wanty IWA |
| ---------------------------------- | ------------------------------- | --------------------- |
| Num                                | Coureur                         | Pos                   |
| 91                                 | Georg Zimmermann (GER)          | 15e                   |
| 92                                 | Kevin Colleoni (ITA)            | AB-5                  |
| 93                                 | Alexander Kamp (DEN)            | 109e                  |
| 94                                 | Gerben Kuypers (BEL)            | 84e                   |
| 95                                 | Simone Petilli (ITA)            | 62e                   |
| 96                                 | Jonas Rutsch (GER)              | 66e                   |
| 97                                 | Roel van Sintmaartensdijk (NED) | AB-6                  |
| Directeur sportif : Steven De Neef |                                 |                       |

| Lidl-Trek LTK                     | Lidl-Trek LTK               | Lidl-Trek LTK |
| --------------------------------- | --------------------------- | ------------- |
| Num                               | Coureur                     | Pos           |
| 101                               | Tao Geoghegan Hart (GBR)    | 25e           |
| 102                               | Andrea Bagioli (ITA)        | NP-7          |
| 103                               | Juan Pedro López (ESP)      | 36e           |
| 104                               | Otto Vergaerde (BEL)        | 56e           |
| 105                               | Lennard Kämna (GER)         | 6e            |
| 106                               | Sam Oomen (NED)             | 51e           |
| 107                               | Quinn Simmons (USA) (route) | 30e           |
| Directeur sportif : Michael Schär |                             |               |

| Movistar Team MOV                       | Movistar Team MOV     | Movistar Team MOV |
| --------------------------------------- | --------------------- | ----------------- |
| Num                                     | Coureur               | Pos               |
| 111                                     | Nairo Quintana (COL)  | 50e               |
| 112                                     | Pablo Castrillo (ESP) | 9e                |
| 113                                     | William Barta (USA)   | 12e               |
| 114                                     | Albert Torres (ESP)   | AB-7              |
| 115                                     | Nélson Oliveira (POR) | 78e               |
| 116                                     | Javier Romo (ESP)     | 39e               |
| 117                                     | Pelayo Sánchez (ESP)  | AB-4              |
| Directeur sportif : Maximilian Sciandri |                       |                   |

| Red Bull-Bora-Hansgrohe RBH           | Red Bull-Bora-Hansgrohe RBH | Red Bull-Bora-Hansgrohe RBH |
| ------------------------------------- | --------------------------- | --------------------------- |
| Num                                   | Coureur                     | Pos                         |
| 121                                   | Aleksandr Vlasov (RUS)      | 21e                         |
| 122                                   | Roger Adrià (ESP)           | AB-7                        |
| 123                                   | Anton Palzer (GER)          | NP-2                        |
| 124                                   | Jonas Koch (GER)            | 99e                         |
| 125                                   | Jordi Meeus (BEL)           | AB-7                        |
| 126                                   | Matteo Sobrero (ITA)        | 29e                         |
| 127                                   | Danny van Poppel (NED)      | 95e                         |
| Directeur sportif : Heinrich Haussler |                             |                             |

| Soudal Quick-Step SOQ                | Soudal Quick-Step SOQ   | Soudal Quick-Step SOQ |
| ------------------------------------ | ----------------------- | --------------------- |
| Num                                  | Coureur                 | Pos                   |
| 131                                  | Ayco Bastiaens (BEL)    | 106e                  |
| 132                                  | James Knox (GBR)        | AB-3                  |
| 133                                  | Antoine Huby (FRA)      | 98e                   |
| 134                                  | Junior Lecerf (BEL)     | 53e                   |
| 135                                  | Pieter Serry (BEL)      | 65e                   |
| 136                                  | Ilan Van Wilder (BEL)   | 8e                    |
| 137                                  | Mauri Vansevenant (BEL) | 42e                   |
| Directeur sportif : Wilfried Peeters |                         |                       |

| Team Jayco AlUla JAY              | Team Jayco AlUla JAY         | Team Jayco AlUla JAY |
| --------------------------------- | ---------------------------- | -------------------- |
| Num                               | Coureur                      | Pos                  |
| 141                               | Mauro Schmid (SUI) (route)   | 43e                  |
| 142                               | Luke Durbridge (AUS) (route) | 87e                  |
| 143                               | Patrick Gamper (AUT)         | 83e                  |
| 144                               | Felix Engelhardt (GER)       | 61e                  |
| 145                               | Ben O'Connor (AUS)           | 7e                   |
| 146                               | Jasha Sütterlin (GER)        | AB-7                 |
| 147                               | Filippo Zana (ITA)           | AB-2                 |
| Directeur sportif : Mathew Hayman |                              |                      |

| Team Picnic-PostNL TPP           | Team Picnic-PostNL TPP    | Team Picnic-PostNL TPP |
| -------------------------------- | ------------------------- | ---------------------- |
| Num                              | Coureur                   | Pos                    |
| 151                              | Warren Barguil (FRA)      | 16e                    |
| 152                              | Pavel Bittner (CZE)       | 108e                   |
| 153                              | Sean Flynn (GBR)          | 88e                    |
| 154                              | Oscar Onley (GBR)         | 3e                     |
| 155                              | Alexander Edmondson (AUS) | NP-8                   |
| 156                              | Frank van den Broek (NED) | 41e                    |
| 157                              | Tim Naberman (NED)        | 116e                   |
| Directeur sportif : Pim Ligthart |                           |                        |

| Team Visma \| Lease a Bike TVL      | Team Visma \| Lease a Bike TVL | Team Visma \| Lease a Bike TVL |
| ----------------------------------- | ------------------------------ | ------------------------------ |
| Num                                 | Coureur                        | Pos                            |
| 161                                 | Menno Huising (NED)            | AB-3                           |
| 162                                 | Julien Vermote (BEL)           | 91e                            |
| 163                                 | Tiesj Benoot (BEL)             | 40e                            |
| 164                                 | Thomas Gloag (GBR)             | 79e                            |
| 165                                 | Tijmen Graat (NED)             | 24e                            |
| 166                                 | Steven Kruijswijk (NED)        | AB-7                           |
| 167                                 | Bart Lemmen (NED)              | 20e                            |
| Directeur sportif : Maarten Wynants |                                |                                |

| XDS Astana Team XAT               | XDS Astana Team XAT               | XDS Astana Team XAT |
| --------------------------------- | --------------------------------- | ------------------- |
| Num                               | Coureur                           | Pos                 |
| 171                               | Davide Ballerini (ITA)            | 112e                |
| 172                               | Anthon Charmig (DEN)              | 55e                 |
| 173                               | Nicola Conci (ITA)                | 22e                 |
| 174                               | Clément Champoussin (FRA) (route) | 10e                 |
| 175                               | Alberto Bettiol (ITA) (route)     | 101e                |
| 176                               | Fausto Masnada (ITA)              | 69e                 |
| 177                               | Lorenzo Fortunato (ITA)           | 48e                 |
| Directeur sportif : Dimitri Sedun |                                   |                     |

| Israel-Premier Tech IPT                      | Israel-Premier Tech IPT     | Israel-Premier Tech IPT |
| -------------------------------------------- | --------------------------- | ----------------------- |
| Num                                          | Coureur                     | Pos                     |
| 181                                          | Christopher Froome (GBR)    | 97e                     |
| 182                                          | Joseph Blackmore (GBR)      | 19e                     |
| 183                                          | George Bennett (NZL)        | 14e                     |
| 184                                          | Hugo Houle (CAN)            | 33e                     |
| 185                                          | Simon Clarke (AUS)          | AB-7                    |
| 186                                          | Matthew Riccitello (USA)    | AB-7                    |
| 187                                          | Michael Woods (CAN) (route) | AB-4                    |
| Directeur sportif : Jonathan Patrick McCarty |                             |                         |

| Lotto LOT                         | Lotto LOT                   | Lotto LOT |
| --------------------------------- | --------------------------- | --------- |
| Num                               | Coureur                     | Pos       |
| 191                               | Arnaud De Lie (BEL) (route) | 113e      |
| 192                               | Jasper De Buyst (BEL)       | 119e      |
| 193                               | Sébastien Grignard (BEL)    | 118e      |
| 194                               | Eduardo Sepúlveda (ARG)     | 18e       |
| 195                               | Arjen Livyns (BEL)          | 72e       |
| 196                               | Brent Van Moer (BEL)        | 86e       |
| 197                               | Jonas Gregaard Wilsly (DEN) | 107e      |
| Directeur sportif : Tony Gallopin |                             |           |

| Q36.5 Pro Cycling Team Q36           | Q36.5 Pro Cycling Team Q36 | Q36.5 Pro Cycling Team Q36 |
| ------------------------------------ | -------------------------- | -------------------------- |
| Num                                  | Coureur                    | Pos                        |
| 201                                  | Fabio Christen (SUI)       | 67e                        |
| 202                                  | Matteo Badilatti (SUI)     | 59e                        |
| 203                                  | Gianluca Brambilla (ITA)   | 45e                        |
| 204                                  | Sjoerd Bax (NED)           | AB-7                       |
| 205                                  | David de la Cruz (ESP)     | AB-5                       |
| 206                                  | Marcel Camprubí (ESP)      | 31e                        |
| 207                                  | David González López (ESP) | 93e                        |
| Directeur sportif : Michael Albasini |                            |                            |

| Tudor Pro Cycling Team TUD              | Tudor Pro Cycling Team TUD | Tudor Pro Cycling Team TUD |
| --------------------------------------- | -------------------------- | -------------------------- |
| Num                                     | Coureur                    | Pos                        |
| 211                                     | Marc Hirschi (SUI)         | NP-8                       |
| 212                                     | Julian Alaphilippe (FRA)   | 5e                         |
| 213                                     | Marco Haller (AUT)         | NP-8                       |
| 214                                     | Petr Kelemen (CZE)         | AB-7                       |
| 215                                     | Marius Mayrhofer (GER)     | 92e                        |
| 216                                     | Lawrence Warbasse (USA)    | 71e                        |
| 217                                     | Luc Wirtgen (LUX)          | 102e                       |
| Directeur sportif : Sylvain Blanquefort |                            |                            |